# Ботаника (Краснодарский край)
Ботаника — посёлок в Гулькевичском районе Краснодарского края России. Входит в состав Отрадо-Кубанского сельского поселения.

## География

### Улицы
| - ул. Вавилова, - ул. Виноградная, - ул. Вишнёвая, - ул. Зелёная, - ул. Каштановая, - ул. Мамонова, - ул. Октябрьская, - ул. Ореховая, | - ул. Парковая, - ул. Полевая, - ул. Проезд, - ул. Рабочая, - ул. Садовая, - ул. Цветочная, - ул. Центральная. |

## Население
| 2002 | 2010 |
| ---- | ---- |
| 995  | ↗998 |

## Известные люди
- Галеев, Гайфутдин Салахутдинович — Герой Социалистического Труда.